# Мари (Сирия)
Вижте пояснителната страница за други значения на Мари.
Ма́ри е град-държава от III—II хил. пр.н.е. на брега на река Ефрат, на границата между Долна и Горна Месопотамия и е най-западно разположеният шумерски града в древността. Днес руините му се намират в най-източната точка на Сирия, макар че територията на Древна Сирия не е обхващала района на Мари.
Днес руините на древния град се намират в землището на средновековния Тел-Харири около съвременния град Абу-Кемал. Първите археологически проучвания на древния град са извършени от френска експедиция под ръководството на археолози от Лувъра през 1933 г. Практически целият древен царски архив на Мари е пренесен в музеите на Дамаск и Халеб. Също така много артефакти от Мари са пренесени и експонирани в Лувъра, а самият град е разкопан от археологическа експедиция под ръководството на Андре Паро, който намира царския дворец на Зимрилим.
Мари е един от най-древните градове в света, а също така заедно с Ашур и един от първите търговски градове в Северна Месопотамия в древността.
През шумерския период от своята древна история градът поддържал контакти най-вече с Ур, с който поне от около 2500 г. пр.н.е. редовно търгувал и комуникирал. Оттогава е датирана е птицата Анзуд, изобразена на висулка от син лазурит. В Мари колесниците били теглени от магарета.
Мари в раннодинастичния си период бил свързващото звено между шумерския югоизток и семитската Ебла на запад. За разлика от Шумер, в Мари възприемали човешкото изображение на боговете, което вероятно било заимствано от ебланците, и като цяло първият град имал семитски западен, а не шумерски облик. Този първи град, въпреки съюза си с Ур в периода 2350-2300 г. пр.н.е. бил разрушен от царя на Акад - Саргон Велики, който завоюва и подчинява цял Шумер. След рухването на империята на Саргон, владетелите на Мари са васали на владетелите на Ур. През този период в Месопотамия проникват амореите от сирийската пустиня и превземат Мари, след което влизат в стратегически съюз с Елам, посредством който свалят от власт управляващата трета династия на Ур (по времето на Авраам).
Късният Мари е аморейски. Търговията процъфтява в региона, а градът богатее. Ашур на няколко пъти го подчинява, макар и за кратко. По времето на Зимрилим (1780-1757 г. пр.н.е.) е най-големият разцвет на Мари. Дворецът на владетеля бил чудо за тогавашния свят, като разполагал с вани и дренаж. Библиотеката на Мари била огромна и от нея са намерени 20 хил. клинописни плочки.
Краят на Мари е сложен от стратегическия съюзник на Зимралим – Хамурапи, който през 1759 г. пр.н.е. превзема и изпепелява града.